# قلعه جوق سیاه منصور
قلعه جوق سیاه منصور یک روستا در ایران است که در شهرستان ماه‌نشان استان زنجان واقع شده‌است. قلعه جوق سیاه منصور 2000 نفر (500 خانوار) جمعیت دارد.